# 太多線
太多線（たいたせん）は、岐阜県多治見市の多治見駅から美濃加茂市の美濃太田駅に至る東海旅客鉄道（JR東海）の鉄道路線（地方交通線）である。
中央本線と高山本線を結ぶ路線である。沿線は宅地化が進み、線内運転に限らず岐阜駅との直通列車が運転される通勤・通学路線となっている。
全区間を東海鉄道事業本部が管轄し、IC乗車カード「TOICA」の利用エリアに含まれている。当線内では多治見駅と美濃太田駅にのみ自動改札機が設置されており、途中駅では簡易改札機によって対応している。

## 路線データ
- 管轄（事業種別）：東海旅客鉄道（第一種鉄道事業者）
- 路線距離（営業キロ）：17.8km
- 軌間：1067mm
- 駅数：8（起終点駅含む）
  - 太多線所属駅に限定した場合、中央本線所属の多治見駅と高山本線所属の美濃太田駅が除外され[2]、6駅となる。
- 複線区間：なし（全線単線）
- 電化区間：なし（全線非電化）
- 閉塞方式：単線自動閉塞式
- 保安装置：ATS-PT
- 運転指令所：東海総合指令所
- 最高速度：85km/h

## 運行形態
普通列車のみがおおむね1時間に1 - 2本程度運行されている。朝夕は14 - 20分間隔で運行されている。
多治見駅 - 美濃太田駅間の列車のほか、高山本線に乗り入れて岐阜駅まで直通する列車もあり、特に昼間帯の下り、夜間の上り列車は大半が高山本線岐阜方面との直通運転を行っている。全列車各駅に停車する。
昼間時間帯などではキハ25形やキハ75形による2両編成で運転され、朝夕ラッシュ時はキハ75形を主体に3 - 4両編成で運転される。閑散時間帯はワンマン運転を実施しているが、3両編成以上の列車には車掌が乗務する（列車番号の末尾が「C」の列車がワンマン列車）。
1990年3月10日から2012年3月16日までの平日の朝・夜および土曜日（祝日になる場合は除く）の朝には、通勤客向けに座席指定制のホームライナーとして中央線経由で名古屋駅に乗り入れる「ホームライナー太多」が1往復運転されていた。太多線内は「ホームライナー太多」も各駅に停車していた。「ホームライナー太多」は、太多線を経由して愛知県へ直通する唯一の定期列車であった（他の列車は多治見駅から中央本線へ直通しないため岐阜県内で完結する）。
1990年代は、特急「ひだ」が名古屋駅 - 美濃太田駅間で運転見合わせとなった際の迂回経路として使用されることもあった。

## 使用車両
すべて美濃太田車両区に所属する気動車で運転されている。
- キハ75形 - キハ11形およびキハ47形を置き換え。定期列車の大半を占めており、当形式のみ3両編成での運用もある。高山本線の岐阜 - 下呂間でも運用される。一部はワンマン運転に対応しない。
- キハ25形 - キハ11形およびキハ40・48形を置き換え。高山本線に直通する列車の一部で運用されている。高山本線の岐阜 - 猪谷間でも運用される。

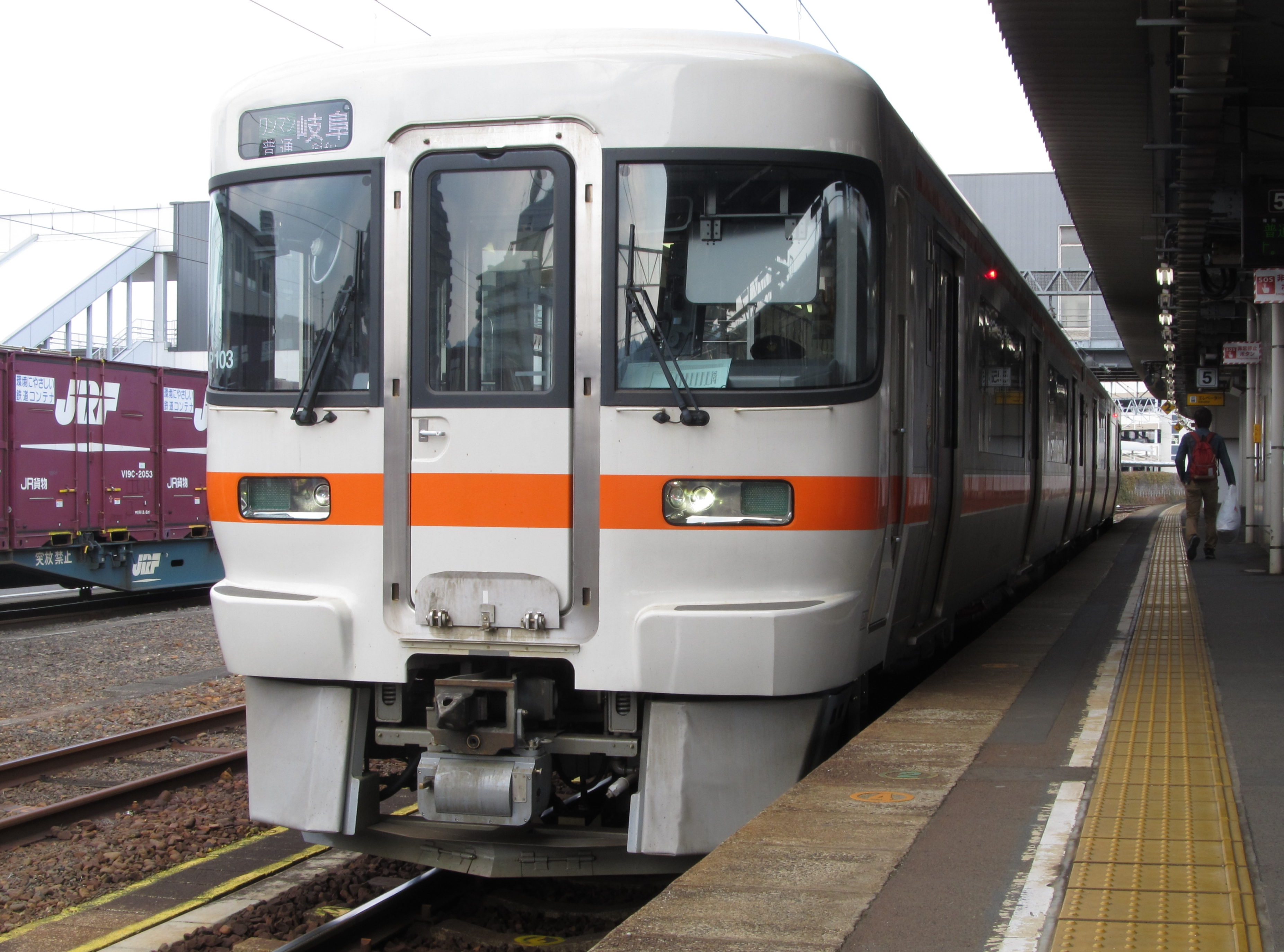
キハ25形1000番台

### 過去の車両
- 普通列車
  - キハ20系
  - キハ58系
  - キハ11形（2015年3月13日限りで運用終了）
  - キハ40系（キハ40・47・48形）（同上）
- ホームライナー太多
  - キハ85系 - 名古屋車両区所属（1990年3月10日から2012年3月16日まで）

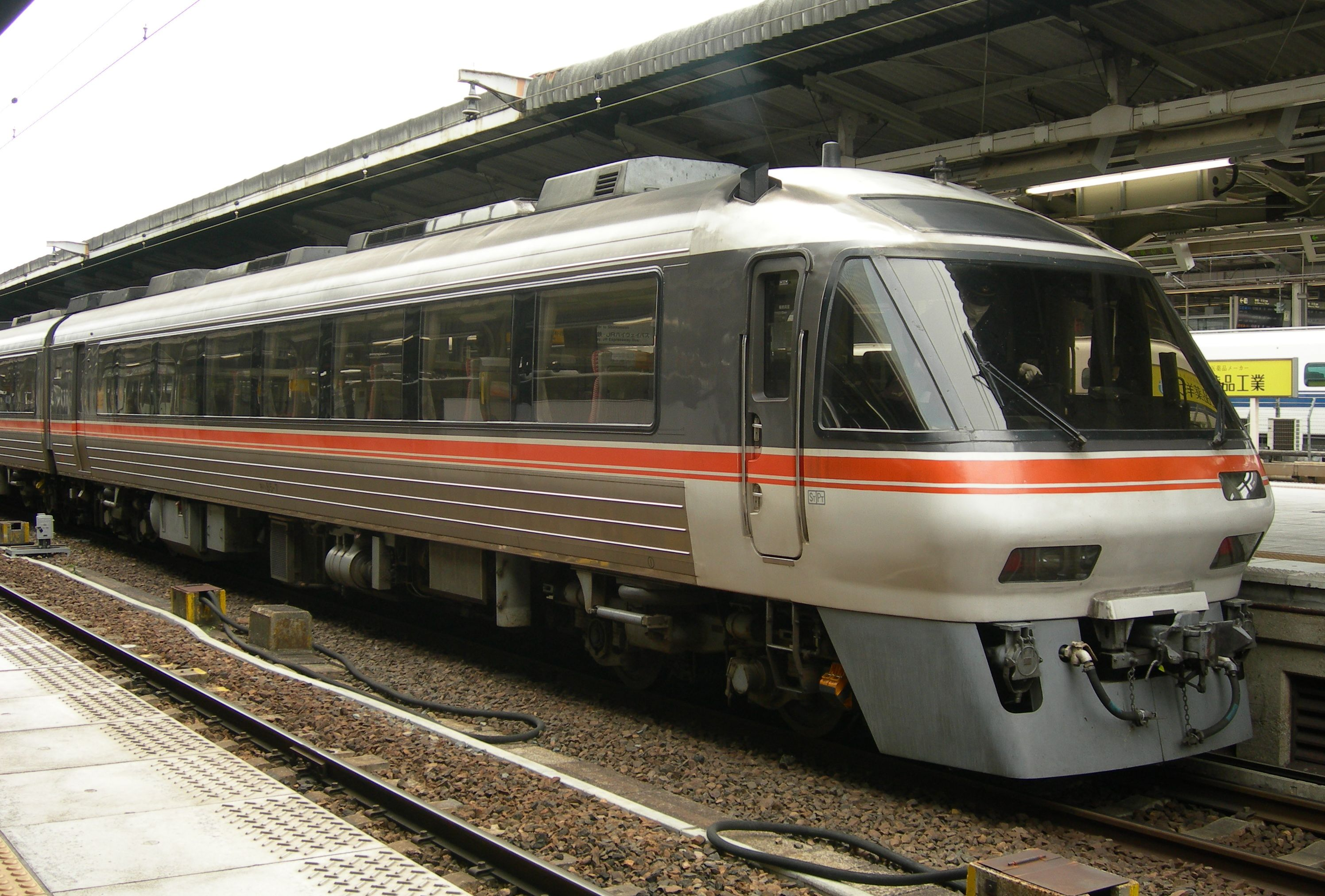
キハ85系
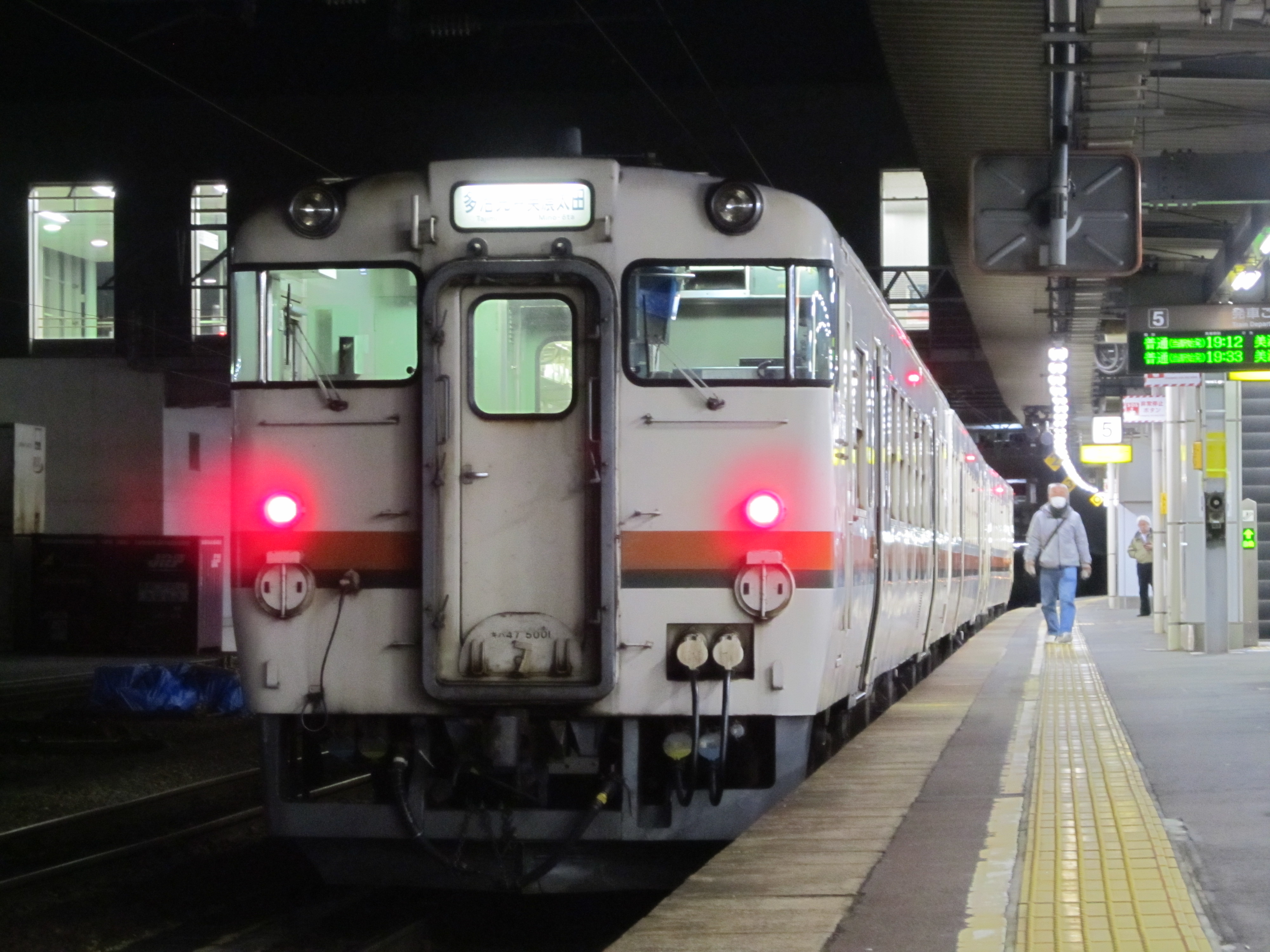
キハ40系
キハ11形

## 歴史
多治見駅 - 可児駅間は、東濃鉄道（1944年設立の同名の会社とは別）が1918年に開通させた新多治見駅 - 広見駅（現在の可児駅）間を国有化したもの、可児駅 - 美濃太田駅間は新たに開業したものである。
東濃鉄道は軌間762mmの軽便鉄道で、広見駅は現在の場所より東にあった。1920年には広見駅 - 御嵩駅間が延伸される。
その後、国の多治見と美濃太田間を結ぶ鉄道計画に重なるため、新多治見駅 - 広見駅間が1926年に国有化され太多線となった。広見駅 - 御嵩駅間は新たに設立された東美鉄道に譲渡され、のちに現在の名鉄広見線の一部となった。
広見駅 - 美濃太田駅間が開業し全通したのは1928年である。多治見駅 - 広見駅間も1067mm軌間に改軌され（一部は新線に切り替え）、広見駅も現在の場所に移転した。

### 年表
- 1918年（大正7年）12月28日：東濃鉄道により新多治見駅 - 広見駅間（7.4M≒11.91km）が開業（軌間762mm）。新多治見駅・小泉停留場・姫停留場・広見駅が開業。
- 1919年（大正8年）
  - 5月13日：大藪口停留場が開業。
  - 9月13日：小泉停留場が駅に変更（認可日）。
- 1920年（大正9年）2月15日：根本停留場が開業。
- 1921年（大正10年）12月11日：大藪口停留場が駅に変更。
- 1926年（大正15年）9月25日：東濃鉄道の新多治見駅 - 広見駅間が国有化され、太多線となる。停留場が駅に変更され、多治見・小泉・根本（初代）・大藪口・姫（初代）・広見の各駅を設置[4]。
- 1928年（昭和3年）
  - 5月31日：多治見駅 - 小泉駅間に野中仮信号場、姫駅 - 広見駅間に田白仮信号場が開設。
  - 10月1日：広見駅 - 美濃太田駅間（3.2M≒5.15km）が開業し全通[5]。多治見駅 - 広見駅間が1067mm軌間に改軌および新線に切り替え[6]。改マイル実施（+0.5M≒0.80km）。多治見駅・小泉駅・姫駅（2代）・広見駅を設置[7]。根本駅（初代）・姫駅（初代）[8]および野中仮信号場・田白仮信号場が廃止。
- 1930年（昭和5年）4月1日：営業距離がマイル表記からメートル表記に変更（11.1M→17.8km）。
- 1934年（昭和9年）3月15日 多治見 - 美濃太田間気動車運行開始[9]。
- 1946年（昭和21年）
  - 11月1日：戦後の燃料不足から、1往復削減される。
  - 12月1日：燃料不足がさらに深刻化し、さらに1往復削減される。
- 1947年（昭和22年）2月1日：燃料不足に伴う列車削減が終了。元通りの本数になる。
- 1952年（昭和27年）12月26日：根本駅（2代）・下切駅・美濃川合駅が開業[10]。
- 1969年（昭和44年）10月1日：無煙化。
- 1982年（昭和57年）4月1日：広見駅が可児駅に改称。
- 1987年（昭和62年）4月1日：国鉄分割民営化により東海旅客鉄道が承継。全線の貨物営業廃止。
- 1989年（平成元年）2月20日：ワンマン運転開始[11][12]。
- 1990年（平成2年）3月10日：「ホームライナー太多」が運転開始。岐阜駅 - 多治見駅間の直通運転開始。
- 1993年（平成5年）10月：列車集中制御装置 (CTC) が導入される。
- 2010年（平成22年）3月13日：全線に TOICA が導入される。
- 2012年（平成24年）3月17日：「ホームライナー太多」が廃止。中央本線に直通する列車が消滅。
- 2014年（平成26年）12月1日：キハ25形が当線で運用開始。
- 2015年（平成27年）
  - 3月13日：キハ40系・キハ11形が当線での運用終了。
  - 3月14日：キハ75形が当線で運用開始。
- 2018年（平成30年）3月：駅ナンバリング及びラインカラーを導入。当路線の路線コードは「CI」、ラインカラーは黄土色[13]。
- 2024年（令和6年）10月26日：HC85系が当線に初入線[14]。

## 駅一覧
- 全列車全駅に停車。
- 線路（全線単線） … ◇・∨・∧：列車交換可、｜：列車交換不可
- 全駅岐阜県内に所在。
- 駅番号は2018年3月より導入[13]。

| 駅番号 | 駅名       | 営業キロ | 営業キロ | 接続路線                                                                        | 線路 | 所在地     | 所在地 |
| 駅番号 | 駅名       | 駅間     | 累計     | 接続路線                                                                        | 線路 | 所在地     | 所在地 |
| ------ | ---------- | -------- | -------- | ------------------------------------------------------------------------------- | ---- | ---------- | ------ |
| CI07   | 多治見駅   | -        | 0.0      | 東海旅客鉄道：CF 中央本線 (CF12)                                                | ∨    | 多治見市   |        |
| CI06   | 小泉駅     | 3.2      | 3.2      |                                                                                 | ◇    | 多治見市   |        |
| CI05   | 根本駅     | 1.6      | 4.8      |                                                                                 | ｜   | 多治見市   |        |
| CI04   | 姫駅       | 3.1      | 7.9      |                                                                                 | ◇    | 多治見市   |        |
| CI03   | 下切駅     | 1.5      | 9.4      |                                                                                 | ｜   | 可児市     |        |
| CI02   | 可児駅     | 3.4      | 12.8     | 名古屋鉄道：HM 広見線 (新可児駅：HM06)                                          | ◇    | 可児市     |        |
| CI01   | 美濃川合駅 | 2.6      | 15.4     |                                                                                 | ｜   | 美濃加茂市 |        |
| CI00   | 美濃太田駅 | 2.4      | 17.8     | 東海旅客鉄道：CG 高山本線〈岐阜方面へ直通あり〉(CG07) 長良川鉄道：越美南線（0） | ∧    | 美濃加茂市 |        |

- 多治見駅と美濃太田駅は直営駅、小泉駅・根本駅・可児駅は東海交通事業による業務委託駅、姫駅・下切駅・美濃川合駅は無人駅である。

### 過去の接続路線
- 多治見駅：東濃鉄道笠原線（新多治見駅）- 1978年11月1日廃止

### 旧線
( ) 内は改軌（1928年10月実施）前の営業キロ。
多治見駅 (0.00km) - 野中仮信号場 (1.77km) - 小泉駅 (2.90km) - 根本駅 (4.67km) - 大藪口駅 (7.40km) - 姫駅 (9.17km) - 田白仮信号場 (11.43km) - 広見駅 (11.91km)